# Sábila (Piura)
Sábila, también conocido como Sábila-La Cruz, es un caserío peruano ubicado en el distrito de Yamango, perteneciente a la provincia de Morropón del departamento de Piura, al norte del Perú. 

## Ubicación
Sábila se ubica al noreste de la provincia de Morropón, en el distrito de Yamango, en el departamento de Piura. 

## Demografía
En 2017 Sábila tenía una población de 346 habitantes.
| Gráfica de evolución demográfica de Sábila entre 1993 y 2017 |
|                                                              |
| Fuentes: Población 1993 y 2017                               |